# Juan Pittaluga
Pour les articles homonymes, voir Pittaluga.
Juan Pittaluga est un cinéaste franco-uruguayen, né à Madrid en 1960. Il est scénariste, producteur et réalisateur.

## Biographie
- 1984-1994 études en Sociologie entre l'Uruguay, (CLAEH, CIESSU) le Brésil  (IUPERJ), Diplômé de l'EHESS, Paris.

- 2003, premier court-métrage Rêver (avec Julie Gayet et Thibault de Montalembert). Scénario et Réalisation. Présenté dans 14 festivals en France.

- 2005, Ecrit et réalise Orlando Vargas (avec Aurélien Recoing et Elina Löwensohn), Sélection officielle du  Festival de Cannes, Semaine de la critique.

- 2004, producteur associé et principal collaborateur dans Mondovino, Sélection Officielle en Compétition, Festival de Cannes 2004, nommé aux César 2005.
- 2005, Sélection de l'Atelier du Festival de Biartitz Amérique Latine.
- 2005, Orlando Vargas, Sélection officielle du Golden Horse Film Festival de Taïpei (Taïwan)
- 2005, Orlando Vargas, Sélection officielle  de la Mostra - Festival international du film de São Paulo (Brésil)
- 2005, Orlando Vargas, Sélection officielle de Cannes a Roma Festival.
- 2005, Orlando Vargas, Sélection officielle de Cannes a Beyrouth, Liban.
- 2005, Orlando Vargas, Sélection officielle du Festival international du film de Vienne (Viennale, Autriche)
- 2005, Orlando Vargas, Sélection officielle du Festival international du film de Rio de Janeiro (Brésil)
- 2006, Prix du Jury pour Orlando Vargas, Rencontres du Cinéma Francophone en Beaujolais.
- 2006, Orlando Vargas, Sélection du Festival Cinématografico Internacional del Uruguay.
- 2006, Orlando Vargas, Sélection officielle du Festival International du Film de Mar Del Plata (Argentine)
- 2006, Orlando Vargas, Sélection officielle du Latin American Film Festival, Netherlands May
- 2006, Orlando Vargas, Sélection officielle du Miami International Film Festival, USA.

- 2007, Réalise et écrit Mensonges documentaire pour Canal Plus.

- 2008, Sélection de l'Atelier de la Cinéfondation du Festival de Cannes
- 2008, Sélection du Torino Film Lab du Torino Film Festival.
- 2008, Prix du Meilleur Film pour Orlando Vargas, Festival de Cine Latinoamericano de Oaxaca.

- 2010, Écrit et réalise le court-métrage With The Hush Of My Lips avec Alfonso Rodriguez.

- 2005-2014, directeur d'acteurs pour le cinéma dans trois écoles d'acteurs à Paris.

- 2014, Écrit et réalise Débutants, sortie en France en 2014.

- 2014-1015, Écrit et réalise trois courts-métrages et un long métrage pour des acteurs débutants.

- 2003, Octobre, naissance de sa fille Lucrezia .